# Bartoloměj Král
Bartoloměj Král (9. srpna 1882 – 29. března 1942 Osvětim) byl český a československý politik a poslanec Revolučního národního shromáždění za Českou státoprávní demokracii, později za Československou národní demokracii.

## Biografie
Zasedal v Revolučním národním shromáždění za Českou státoprávní demokracii, respektive za z ní vzniklou Československou národní demokracii. Na post poslance nastoupil až na 51. schůzi v květnu roku 1919. Byl povoláním rolníkem.
Zemřel roku 1942 v koncentračním táboře Osvětim.